# 第48师团
第48师团（Dai-yonjūhachi Shidan）是日本帝国陆军的一个步兵师团。它的代号是海兵团（Umi Heidan）
日军第22军是1940年2月至11月甲午战争期间华南方面军的一个组成部分。第22军的其中一部是台湾混成旅团，该旅团主要广东省作战。1940年11月30日，第22军解散后，台湾混成旅团升级为第23师团，并于1941年8月调往台湾台北。
该师团由第27独立混合旅（台湾混合旅）和第47步兵团组成。第48师最初隶属于台湾军，之后于1941年8月12日重新分配到第14方面军。为了参加太平洋战争，该师被机械化（与第五师团同时进行。）
在土桥勇逸中将的指挥下，第48师团作为日本第14方面军的一部分登陆菲律宾，并占领了马尼拉，但没有参加接下来的巴丹战役。 相反，该师在1942年1月被转移到爪哇东部，被编入第16军，并于1942年3月7日在那里占领泗水及其战略油田。
之后，第48师团作为第19军的一部分被派往帝汶岛。尽管该岛在帝汶战役中被日本占领，但该岛的大部分地区仍掌握在澳大利亚和荷兰突击队手中。 土桥勇逸发起了大规模反攻，试图将澳大利亚人赶往该岛南部的一个角落。 日本人还招募了大量东帝汶平民，通过他们来获得有关盟军运动的情报。 当剩余的澳大利亚突击队员于1942年12月撤离时，日军全面占领了该岛。
1945 年2月28日，第19军建制被撤销，该师由第16军指挥。
第48师团一直作为帝汶岛的驻军部队直到日本投降。